# 聖多美和普林西比足球協會
聖多美和普林西比足球協會是專門管轄聖多美和普林西比足球事務的組織。聖多美和普林西比足球協會成立於1975年，並在1986年加入國際足協。此外，它還是非洲足協和中非洲足球總會聯會的成員之一。

## 外部連結
- 國際足協網頁 （页面存档备份，存于）
- 非洲足協網頁 （页面存档备份，存于）